# Čchö Min-ho

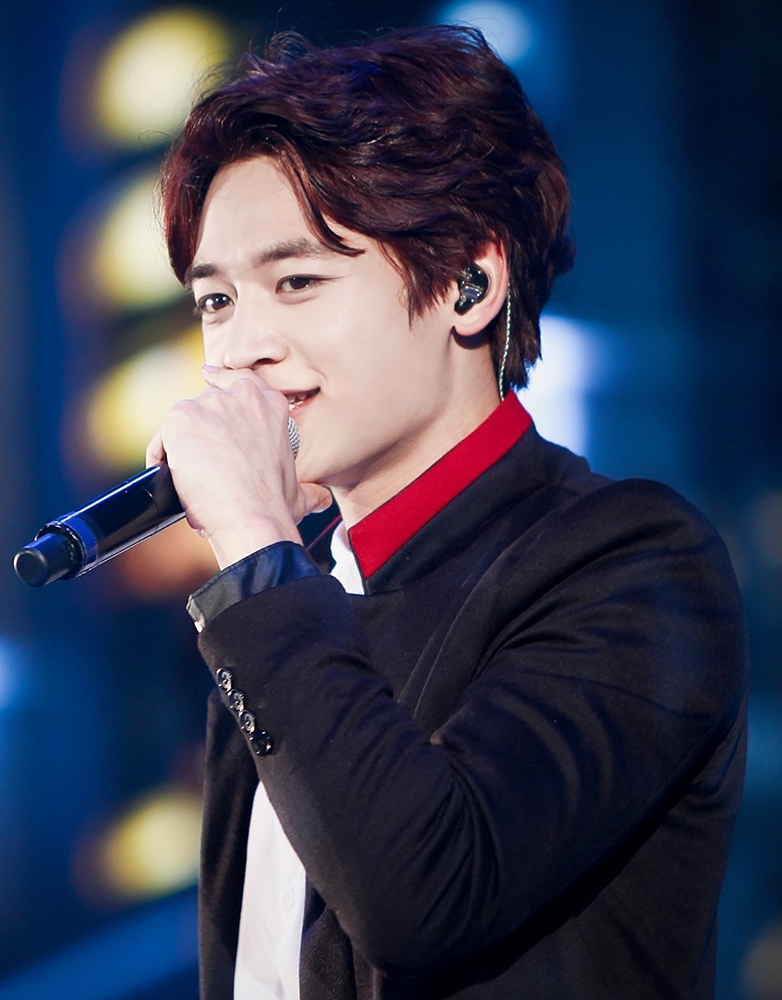
Čchö Min-ho na SMTown Week 04

Čchö Min-ho (*9. prosince, 1991), lépe známý pod přezdívkou Minho, je jihokorejský zpěvák, raper, herec, moderátor a model. Je hlavní raper jihokorejské chlapecké skupiny Shinee.

## Kariéra

### Pre-debut
Před debutem se Shinee, Minho pracoval jako model pro Ha Sang Baek Seoul Collection F/W 08-09.

### Shinee
Minha objevila v roce 2006 S. M. Casting System. V roce 2008 byl vybrán jako člen skupiny Shinee. Pětičlenná chlapecká skupina debutovala 25. května 2008 na SBS Inkigayo.

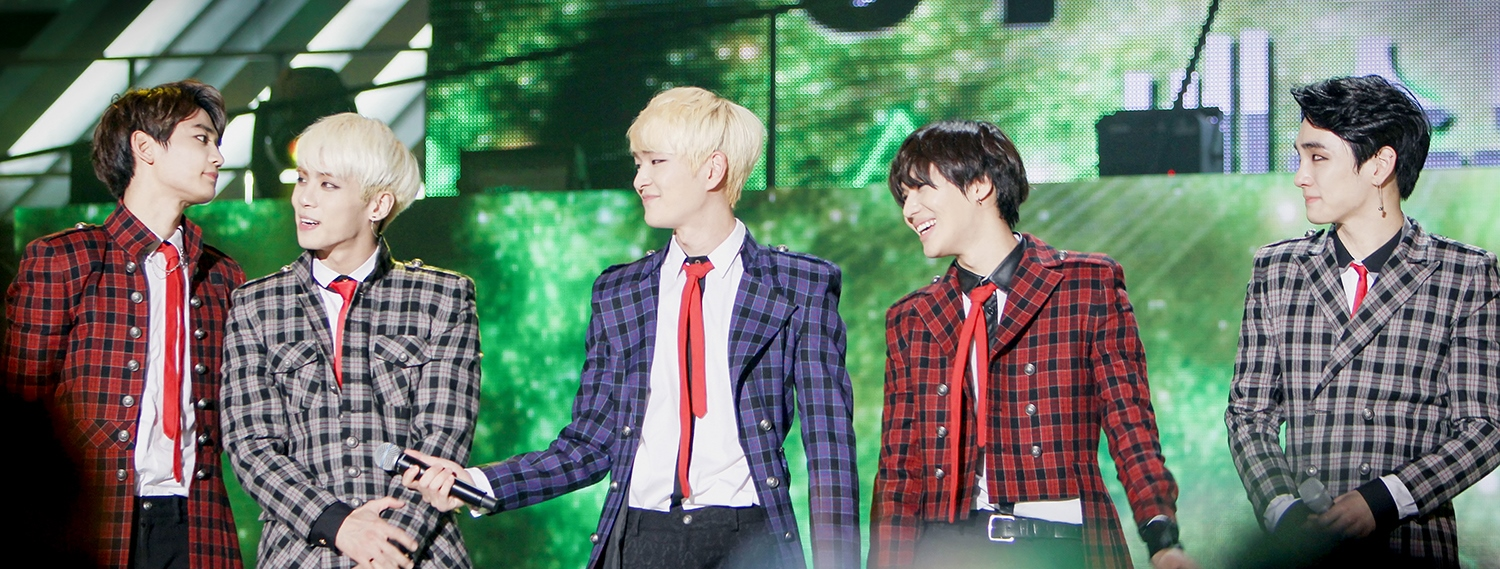
SHINee - Kapela

### Sólo
Minho se objevil v korejské a japonské verzi hudebního videa "Gee" od Girls' Generation. Také vystupoval v hudebním videu skupiny VNT v jejich debutové písni s názvem Sound.

### Herectví
Minho debutoval jako herec 20. listopadu 2010 na KBS2. Vystoupil zde v dramatu Pianist s herečkou Han Ji-hye.
Dne 7. prosince 2011, bylo oznámeno, že Minho by měl vystoupit v novém SBS sitcomu Salamander Guru and The Shadows, který by měl být vysílán na začátku roku 2012. Minho hrál roli Min-hyuka (geniálnílho hackera), po boku herců Im Won-hee a Oh Dal-su. Salamander Guru and The Shadows byl první sitcom SBS po pěti letech a točí se kolem dvou lupičů, kteří imitují guru. Sitcom se vysílal v lednu 2012.
Dne 26. dubna 2012 bylo potvrzeno, že Minho ztvární hlavní roli po boku Sulli z f(x) a Lee Hyun-woo, v korejském dramatu To The Beautiful You korejská verze nese název "Hana Kimi".
Drama se začalo vysílat dne 15. srpna 2012 na SBS. Minho ztvránil postavu Kanga Tae Joona (zlatý medailista ve skoku vysokém). V rámci přípravy na svou roli jako Tae-joon, Minho obdržel osobní trénink od trenéra Kim Tae-younga, bývalého národního sportovce zabývající se skokem vysokým a členem Korea Asociace Atletických Federací. Trénik trval měsíc a půl. Jeho osobní rekord v tuto dobu je 175 cm.

### Lyrické psaní

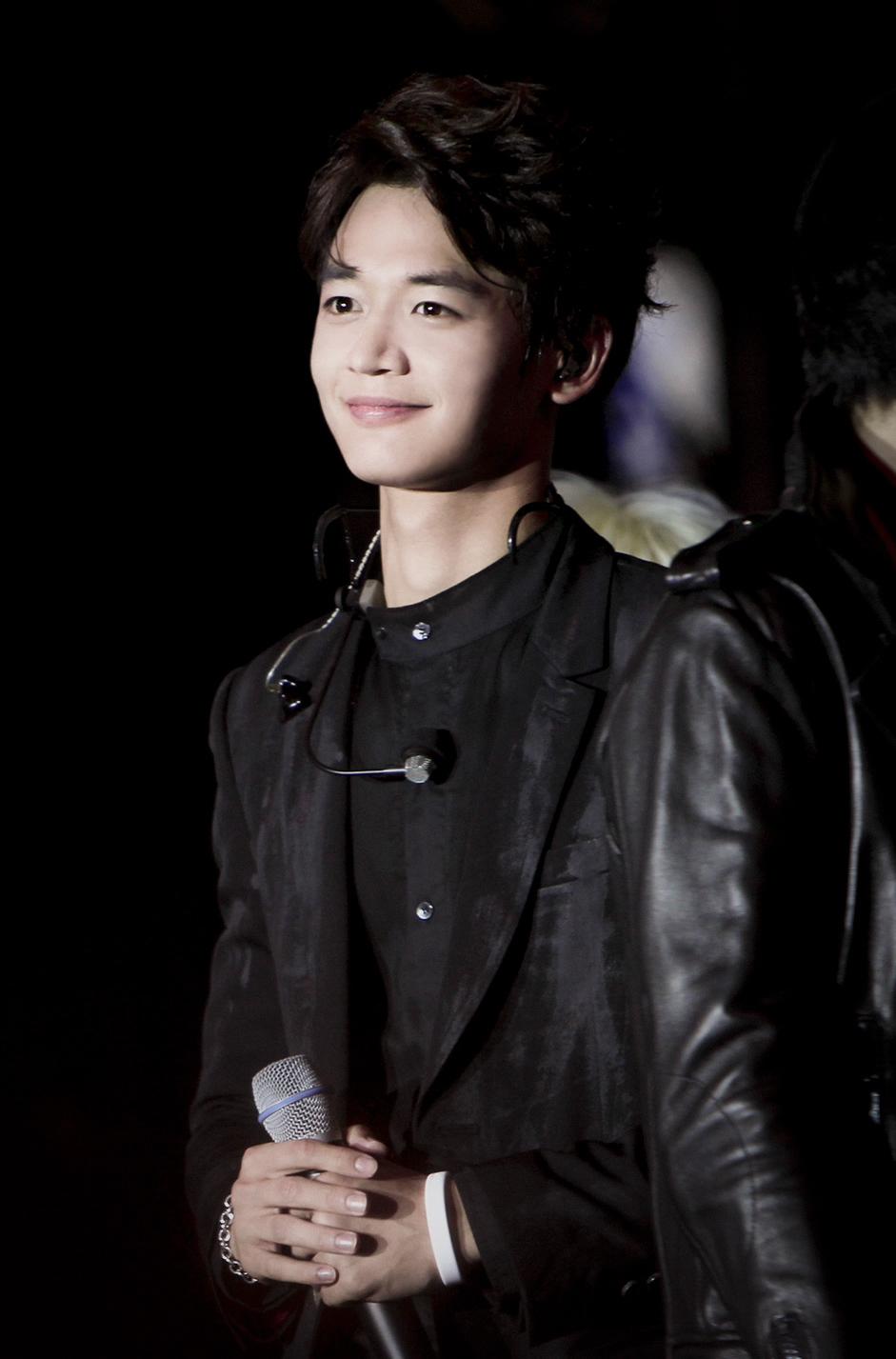
Minho na Gangnam Hallyu Festival v říjnu 2013

Je známo, že Minho napsal několik rappových částí v písních Shinee. Pro Shinee starší alba napsal texty spolu s JQ ("idol rap instruktor"), který pracuje pod SM Entertainment na zlepšení a přímé rapp schopnosti jejich umělců.
Pro Shinee 1. studiové album The SHINee World, napsal rappovou část písní "Replay", "Love Like Oxygen", "Love's Way", "One for Me", "Graze", a "Best Place".
O rok později napsal rappové texty pro jejich 2. mini-album Romeo a také pro písně "Talk to You"", "Juliette", "Hit Me", a "Romeo + Juliette". Pro jejich 3. mini-album 2009, Year of Us, spolupracoval s kolegou ze SHINee Keyem a textařem JQ, na písni "Get Down".
V jejich 2. studiovém albu Lucifer, které vyšlo v červenci 2010, napsal rappové části písní: "Up & Down" (kterou napsal kolega ze SHINee, Jonghyun), "Obsession" (také psaná Jonghyunem), "Your Name" (napsaná SHINee leaderem Onewem), a také napsal písně "WOWOWOW" s JQ a poté "Shout Out" s kolegou MISFITem.
V přebalovém albu Hello, napsal rap pro titulní skladbu "Hello", a pro písně "One" a "Get It".
Minho je také uváděn jako skladatel rappových částí u písní "Better", "To Your Heart", a "Stranger", v SHINee 1. Japonském studiovém albu, The First vydné v prosinci 2011.
Pro SHINee 4. mini-album Sherlock vydané v Březnu 2012, napsal rappovou část do písní "Alarm Clock" a "Honesty".
Pro jejich 3. plné album Chapter 1. Dream Girl – The Misconceptions of You napsal rappové texty pro titulní píseň "Dream Girl", stejně jako pro píseň "Girls, Girls, Girls" a spolu s jeho SHINee kolegou Keyem, napsali rappové části v písních "Aside", "Beautiful" a "Dynamite".
 Pro Chapter 2. Why So Serious? – The Misconceptions of Me, Minho napsal rappové části do písní "Shine" (Medusa I), "Music Box" (Orgel), "Excuse Me Miss" a "Can't Leave" (Sleepless Night).
Pro skupiny páté plné album Everybody, Minho napsal rappové čási u písní "Destination", "Close the Door" a "Colorful" (společně s SHINee kolegou Keyem).
Minho také napsal rappové části pro písně, "Romance" a "Farewell My Love" v SHINee čtvrtém studiovém album, Odd.

## Osobní život

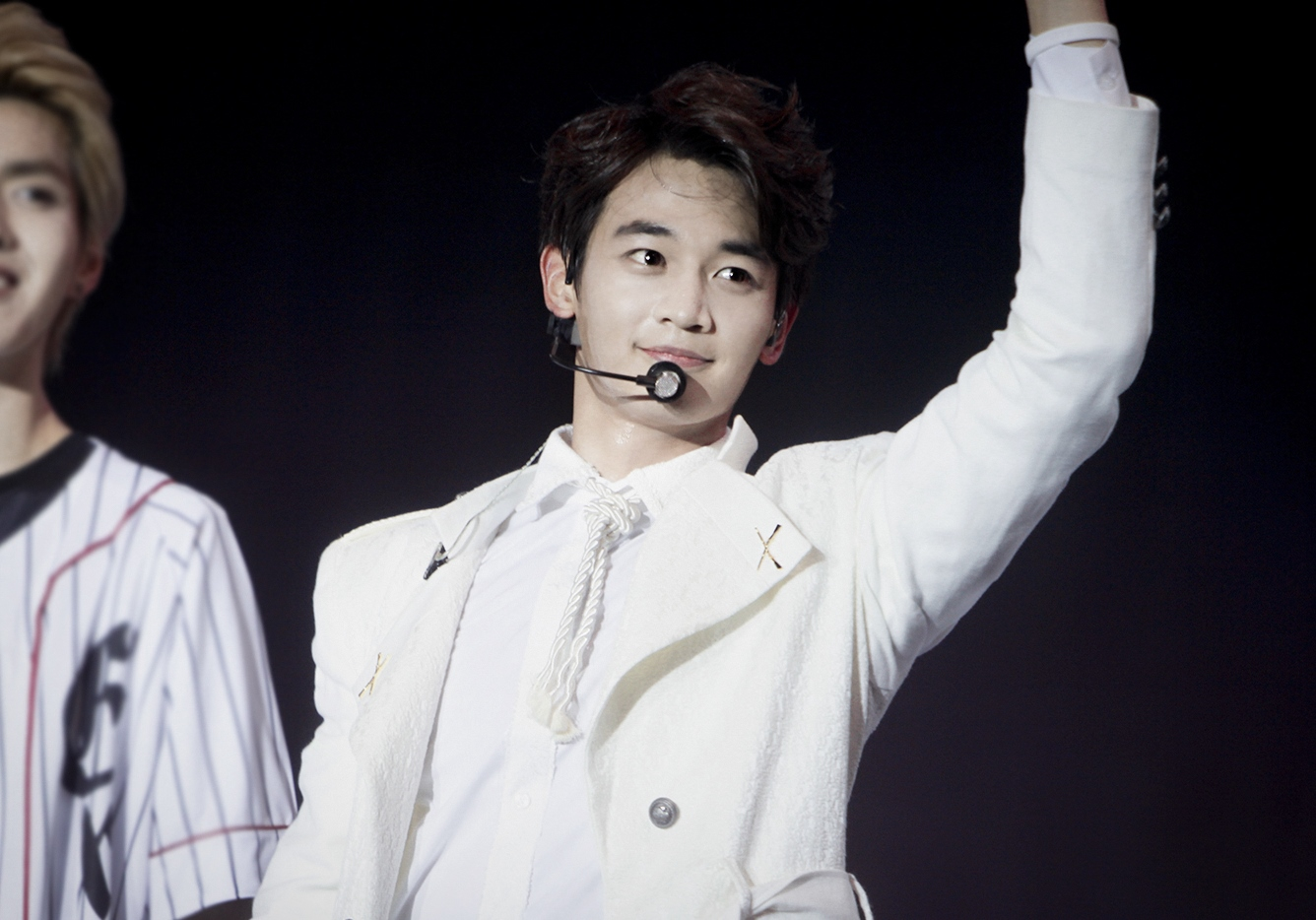
Čchö Min-ho (Gangnam Hallyu Festival Květen 2013)

V roce 2008 se zúčastnil 3rd Youth International Video Festival "the aura" Goodwill Ambassador s jeho kolegou ze Shinee, Keyem. Minho byl jmenován jako ambasador Konkuk Univerzity v roce 2010.
Minho vystudoval Konkuk University. Po nástupu na vysokou školu v roce 2010, studoval jako hlavní obory: umění, kulturu a film. Absolvoval v roce 2015.
Jeho otec, Čchö Yun-kyum, je dobře-známý jihokorejský fotbalový trenér. Má staršího bratra jménem Čchö Min-sok.
V Březnu 2010, byl Minho zraněn při natáčení Dream Team Season 2. Musel odstoupit a nahradil ho kolega ze Shinee, Taemin Po zotavení se Minho konečně vrátil a v srpnu 2010 mohl pokračovat v promo-akcích Shinee a jejich druhého studiového alba, "Lucifer".
Dne 23. května 2011, byl jmenován Čestným velvyslancem pro Youth 2011.
Čchö Min-ho byl uveden mezi Korean Top Stars, s příjmem 300 Milionů Wonů jako jeho roční reklamní sazby.
Dne 5. prosince 2014, byli Minho a Yoona jmenováni jako ambasadoři v kampani UNICEF Unihero "Giving hope to the children" 